# Хуан Грис
Хуа́н Грис (исп. Juan Gris, настоящее имя: Хосе Викториано Кармело Карлос Гонсалес Перес (исп. José Victoriano González-Pérez); 23 марта 1887, Мадрид — 11 мая 1927, Булонь-Бийанкур) — испанский живописец и скульптор, один из основоположников кубизма.

## Биография и творчество

#### Начало карьеры

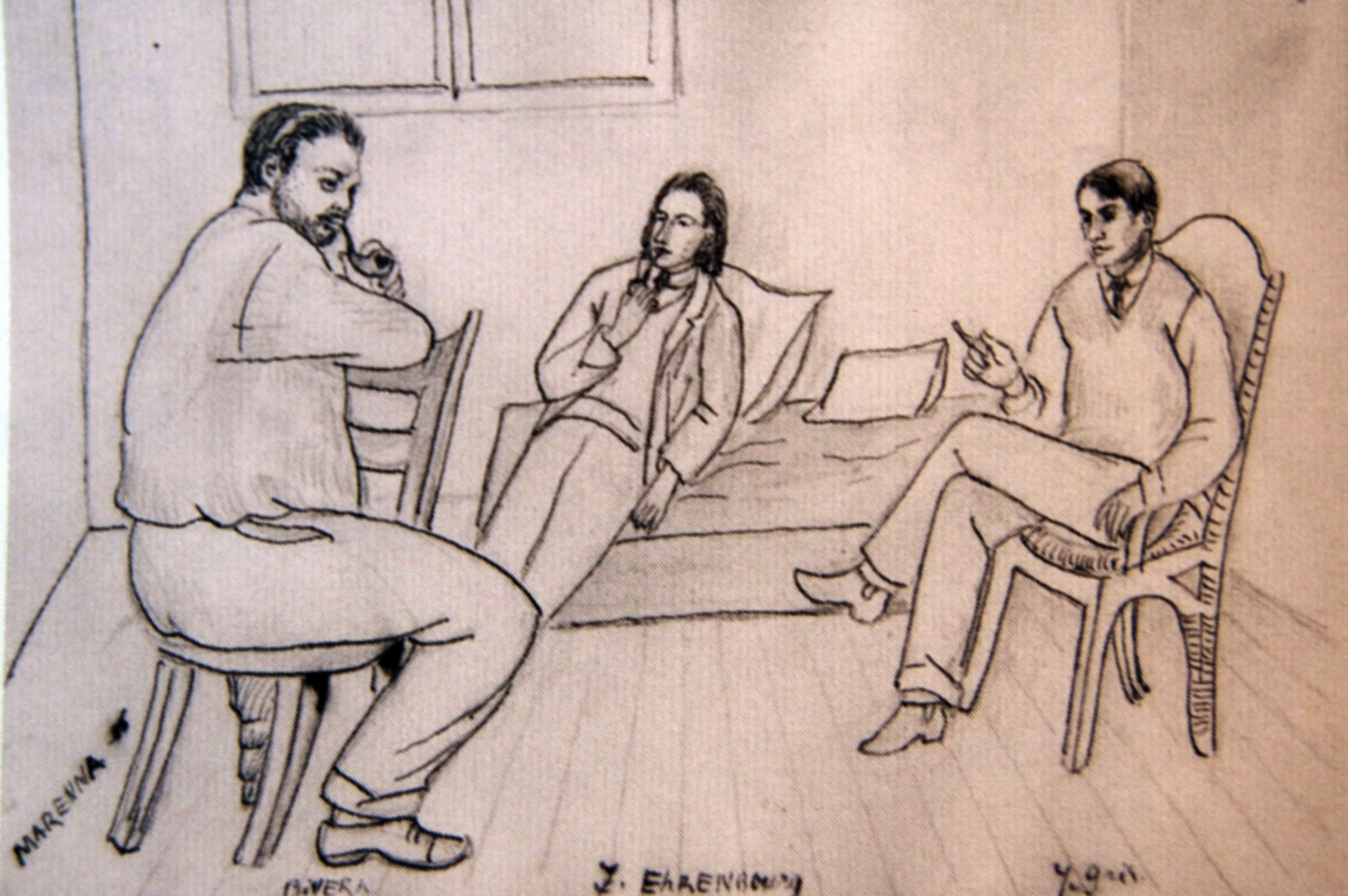
Ателье на Рю дю Депар
Рисунок Маревны, 1916, Париж.
Слева направо: Ривера, Эренбург, Грис.

Учился в Мадридской школе искусств и ремёсел, сотрудничал с юмористическими журналами. В ранних работах заметно влияние стиля модерн. В 1906 году, сразу после окончания учёбы в Мадриде переехал в Париж. Долгое время жил на Монмартре в Бато-Лавуар. Был знаком и тесно общался с Матиссом, Модильяни, Леже, Пикассо и Браком, а также с поэтом Максом Жакобом. В 1915 году Амедео Модильяни написал живописный портрет Хуана Гриса.

#### Художественный принцип и кубизм
Основной жанр его живописи — натюрморт. Первая и одна из наиболее удачных живописных работ Гриса — «Посвящение Пикассо» — была выставлена в 1912 году в Барселоне.
В 1914—1918 годах эволюционировал от аналитического кубизма к синтетическому. Первая персональная выставка Гриса состоялась в 1919 году в Париже, затем последовали экспозиции в Берлине (1923) и Дюссельдорфе (1925).

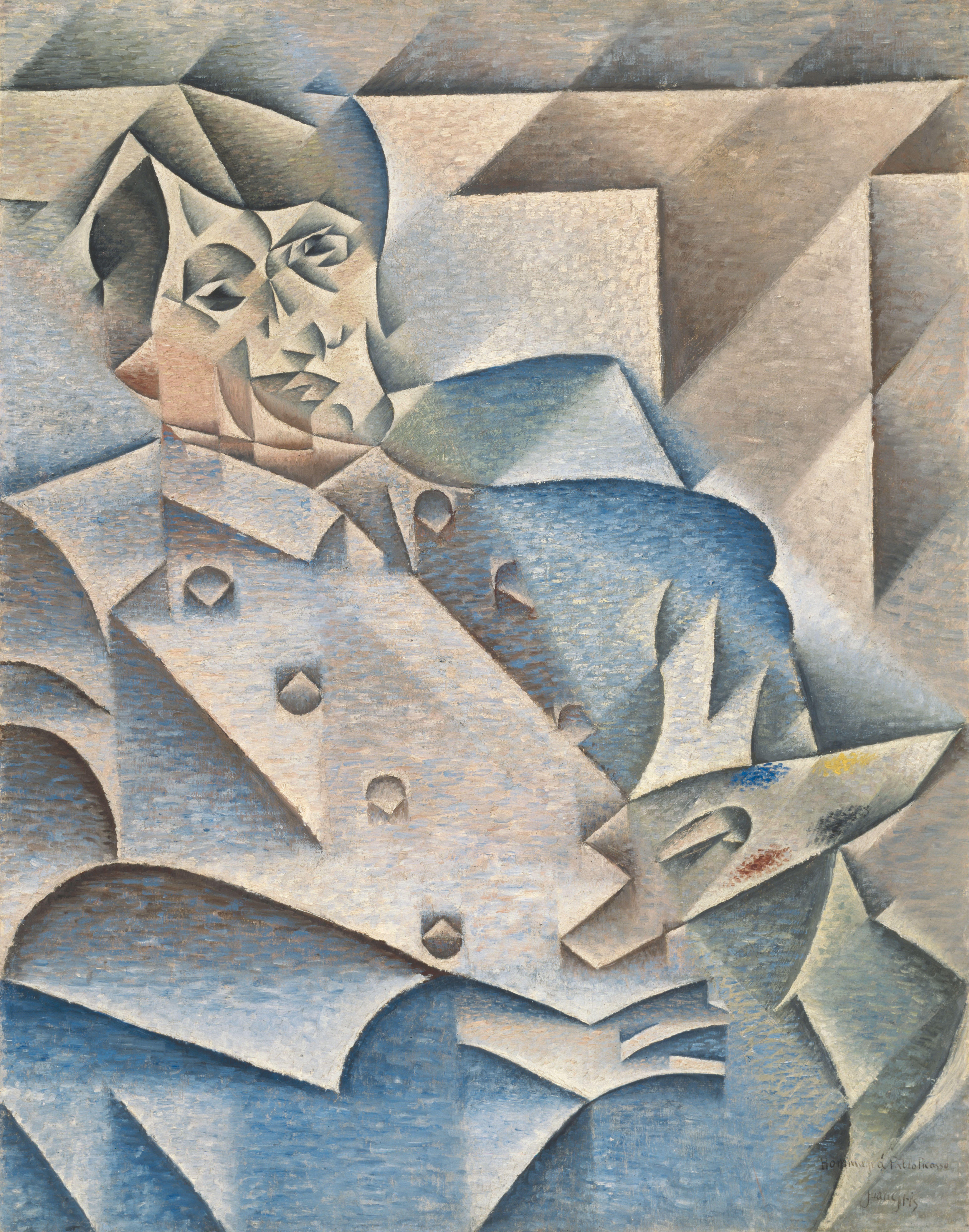
Портрет Пикассо. Институт искусств (Чикаго. 1912 г.

В 1922—1924 годах сотрудничал с Сергеем Дягилевым и его балетной труппой. Занимался книжной графикой — иллюстрировал (книги Аполлинера, Реверди, Уидобро). Использовал гуашь и акварель, экспериментировал с техникой коллажа (с 1913 года). Дружил с Пьером Реверди, Гертрудой Стайн, которая старалась поддерживать художника и продвигала его работы на арт-рынке.

#### Хуан Грис и Гертруда Стайн

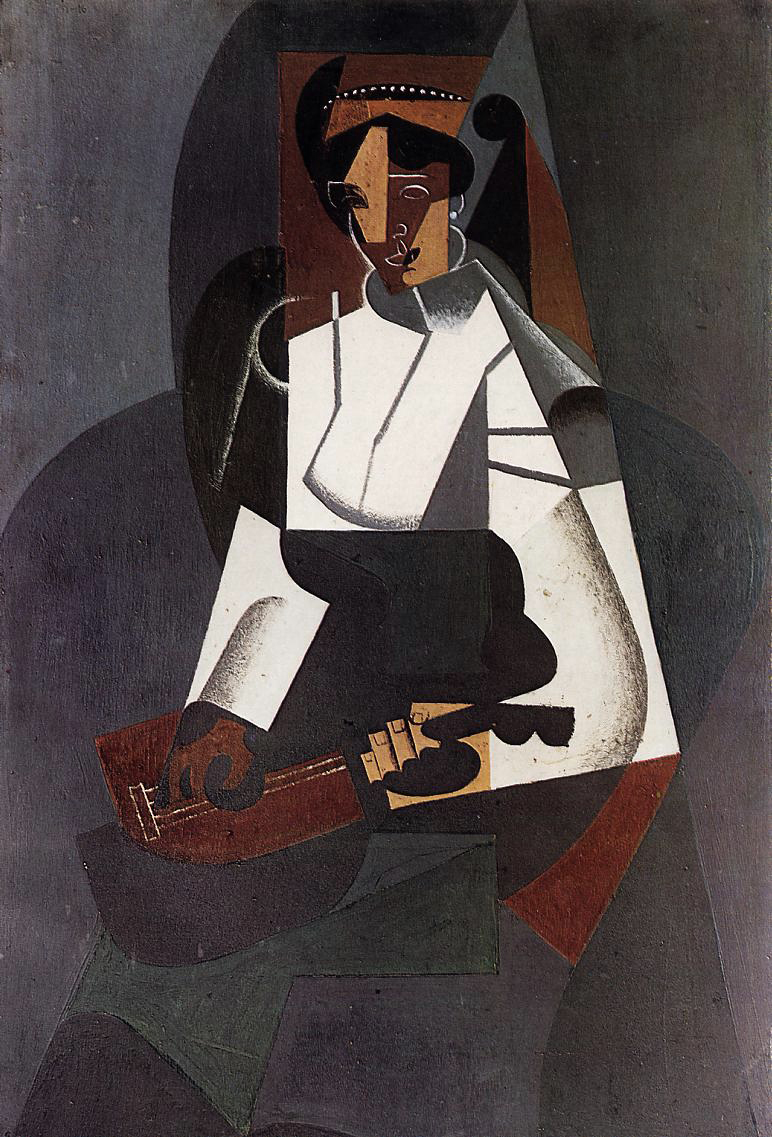
Женщина с мандолиной: под влиянием Коро. 1916 г. Базельский художественный музей.

В 1924 году Стайн пишет заметку о Хуане Грисе для журнала Little Revue. По мнению Гертруды Стайн, Пикассо стал основателем кубизма, а Грис «пропитал кубизм ясностью и экзальтацией». Несмотря на то, что Грис считал Пикассо своим учителем, в книге «Автобиография Алисы Б. Токлас» Стайн пишет, что Пикассо стал относиться к нему с нескрываемым раздражением. По воспоминаниям Стайн, он был единственным человеком, «которого Пикассо не выносил». Поначалу о Грисе говорили лишь как о последователе Пикассо, но, когда он стал самостоятельным художником и одним из лидеров кубизма, Пикассо стал ревновать его.

#### 1920-е годы: выставки и лекции
В 1923 и 1925 году в галереях Флехтхайм в Берлине и Дюссельдорфе прошли крупные персональные выставки Гриса. К этому времени художник уже создал свои наиболее выдающиеся работы: «Стол художника» (1925) и «Голубой ковёр» (1925).

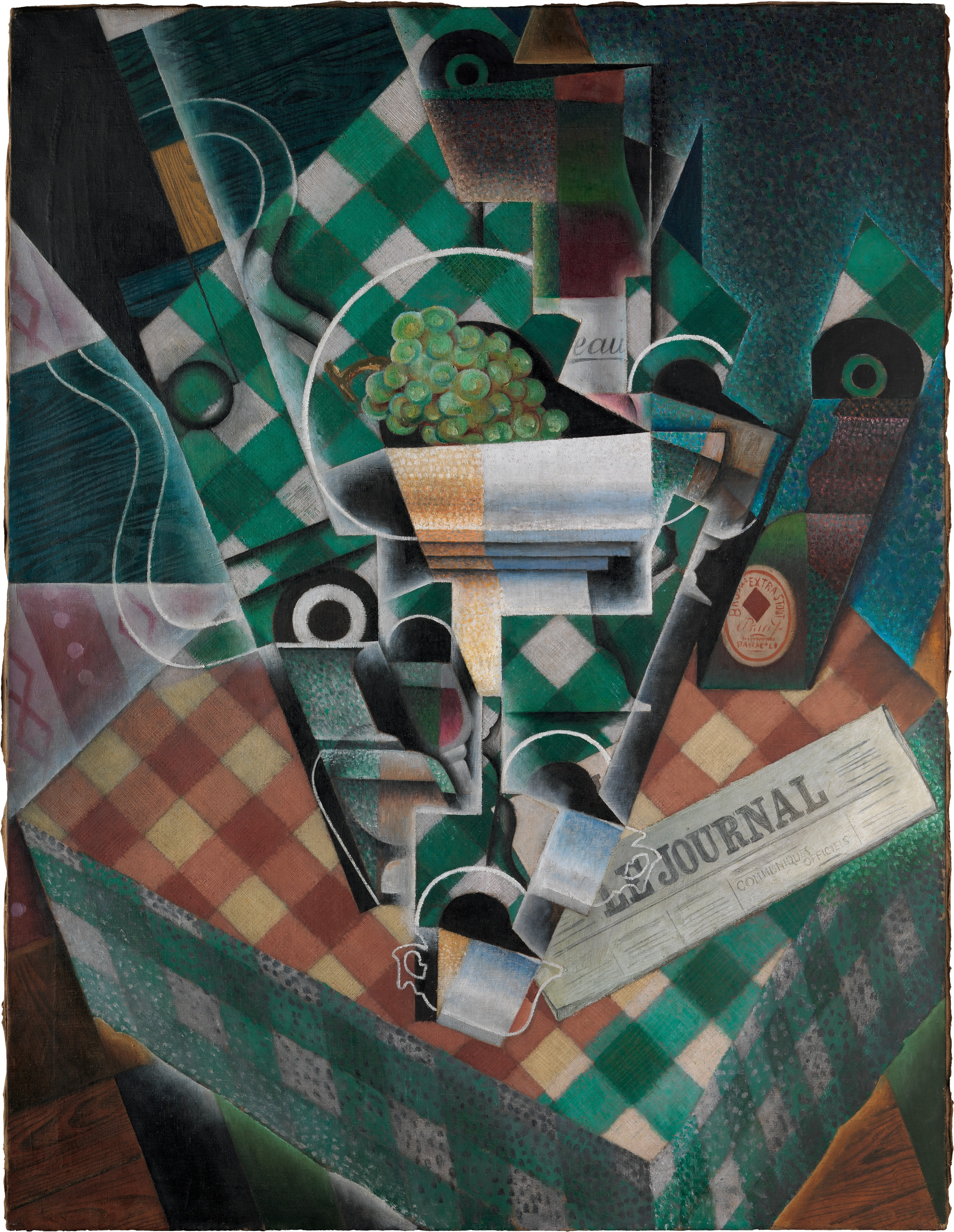
Хуан Грис. Натюрморт со скатертью в клетку., 1915 г. Метрополитен-музей.

В 1920-е годы кубизм был состоявшимся и, во многом, завершенным явлением. Кубизм стал частью художественной нормы и схудожественного стандарта. Кубистическая живопись заняла положение между идеалистической абстракцией и структурным реализмом.
В середине 1920-х годов Грис много работает в области теории искусства. В 1924 году Грис выступил перед студентами философского факультета Сорбонны с лекцией Des possibilités del apeinture («Возможности живописи»). В своем выступлении Хуан Грис высказал мысль о том, что ни одна работа, которой суждено стать классической, не может выглядеть как произведение предшествующего периода. «В искусстве, как и в биологии, существует преемственность, но отсутствует схожесть с предками. Художники наследуют характеристики предшественников; вот почему никакое важное произведение искусства не может принадлежать никакой другой эпохе, кроме своей собственной…».

#### Последние годы и смерть
С октября 1925 года Грис страдал частыми приступами уремии, имел проблемы с сердцем. Умер от почечной недостаточности в Булонь-Бийанкур, западном пригороде Парижа, 11 мая 1927 года, в возрасте 40 лет, оставив жену Жозетт и сына Жоржа.

## Личная жизнь
В 1909 году Люси Белин (1891-1942) — жена Гриса — родила Жоржа Гонсалеса-Гриса (1909-2003), единственного ребенка художника. С 1909 по 1911 год они жили в общежитие Бато-Лавуар в Париже. В 1912 году Грис познакомился с Шарлоттой Августой Фернандой Эрпен (1894-1983), также известной как Жозетта. В конце 1913 или начале 1914 года они жили вместе в Бато-Лавуар до 1922 года. Жозетта Грис была второй спутницей и неофициальной женой Хуана Гриса.

## Наследие
В 1977 году был выпущен каталог, содержащий более 800 работ Хуана Гриса. В 1985 году состоялась большая ретроспективная выставка на родине художника.
На сегодняшний день работы Гриса ставят рекорды на крупнейших аукционах. Картина «Скрипка и гитара» (1913) была продана на торгах Christies за 28 642 500 долларов при эстимейте 18-25 млн. На аукционе 2014 года «Натюрморт со скатертью в клетку» был продан за 56 658 470 долларов. Картина была приобретена Метрополитен-музеем.

## Галерея

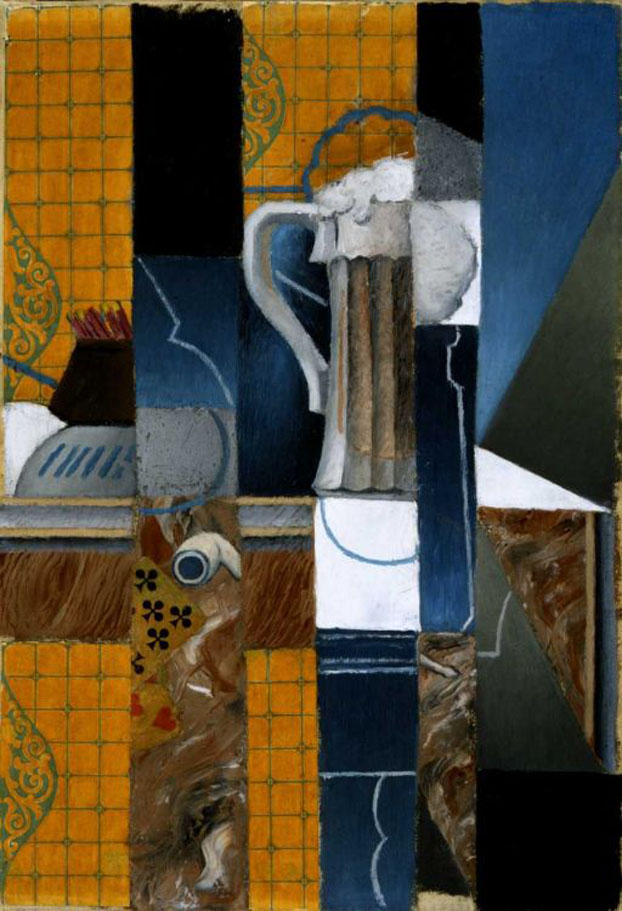
Кружка пива и карты. Коллаж. 1913 г.
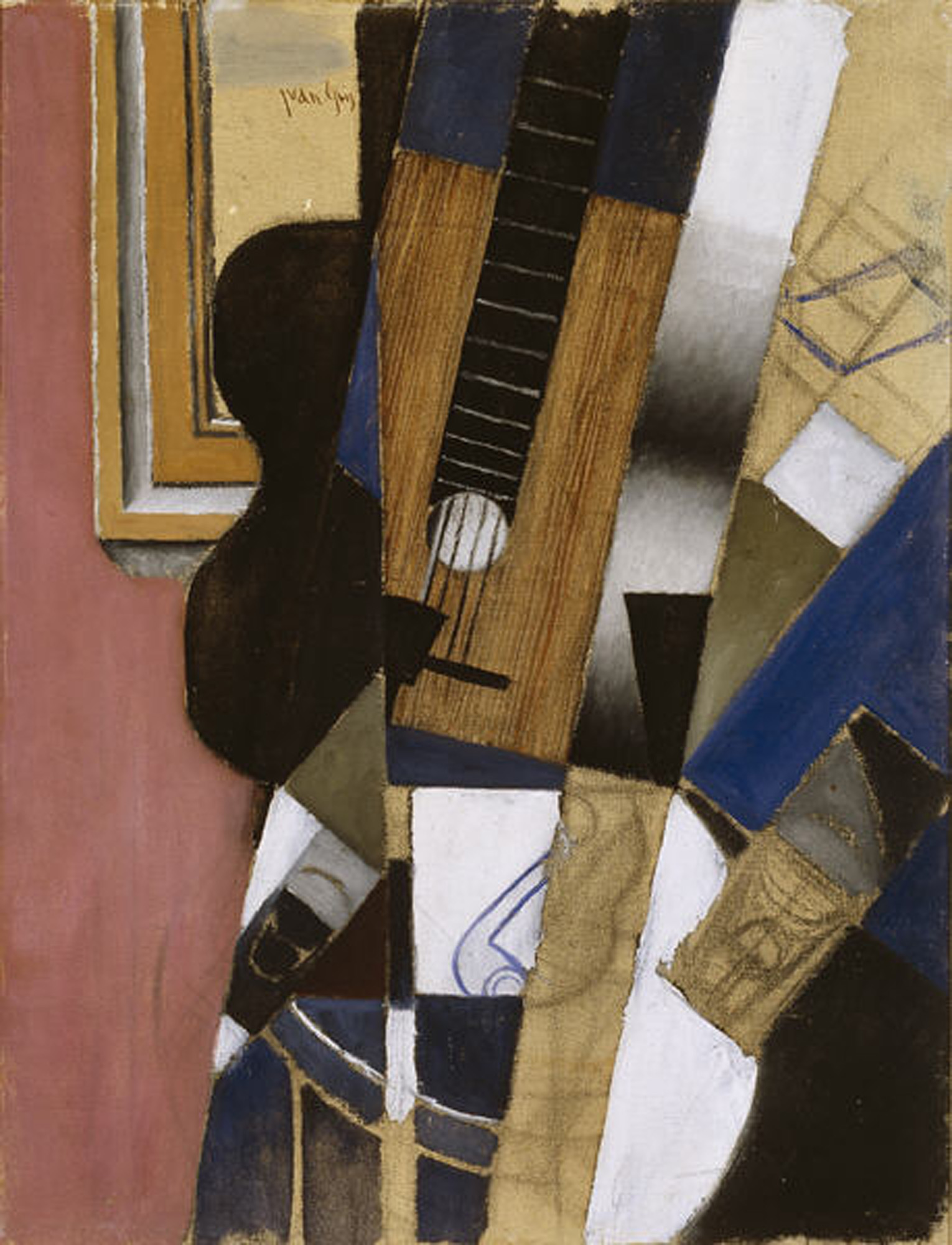
Гитара и трубка. Музей искусств Далласа. 1913 г.
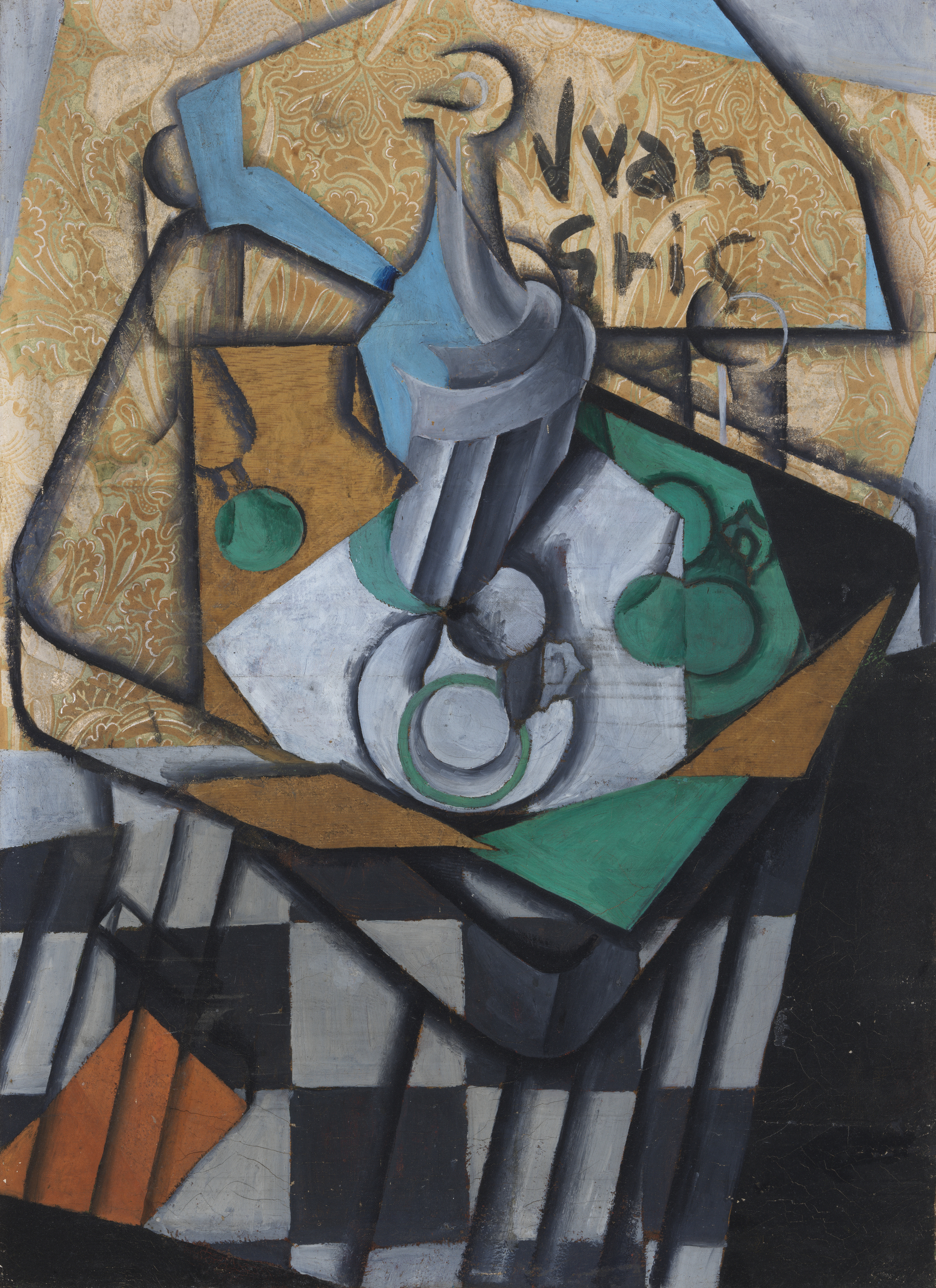
Графин, чашки и стаканы. Национальная галерея Ирландии. 1913 г.
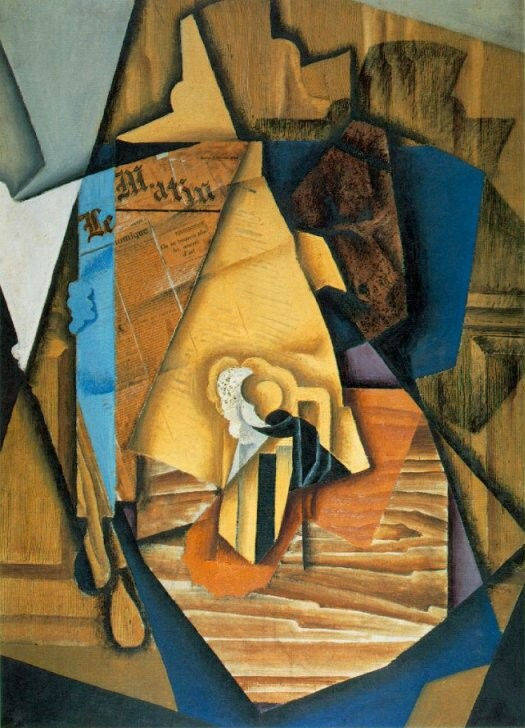
Мужчина в кафе. Метрополитен-музей, Нью-Йорк, 1914 г.
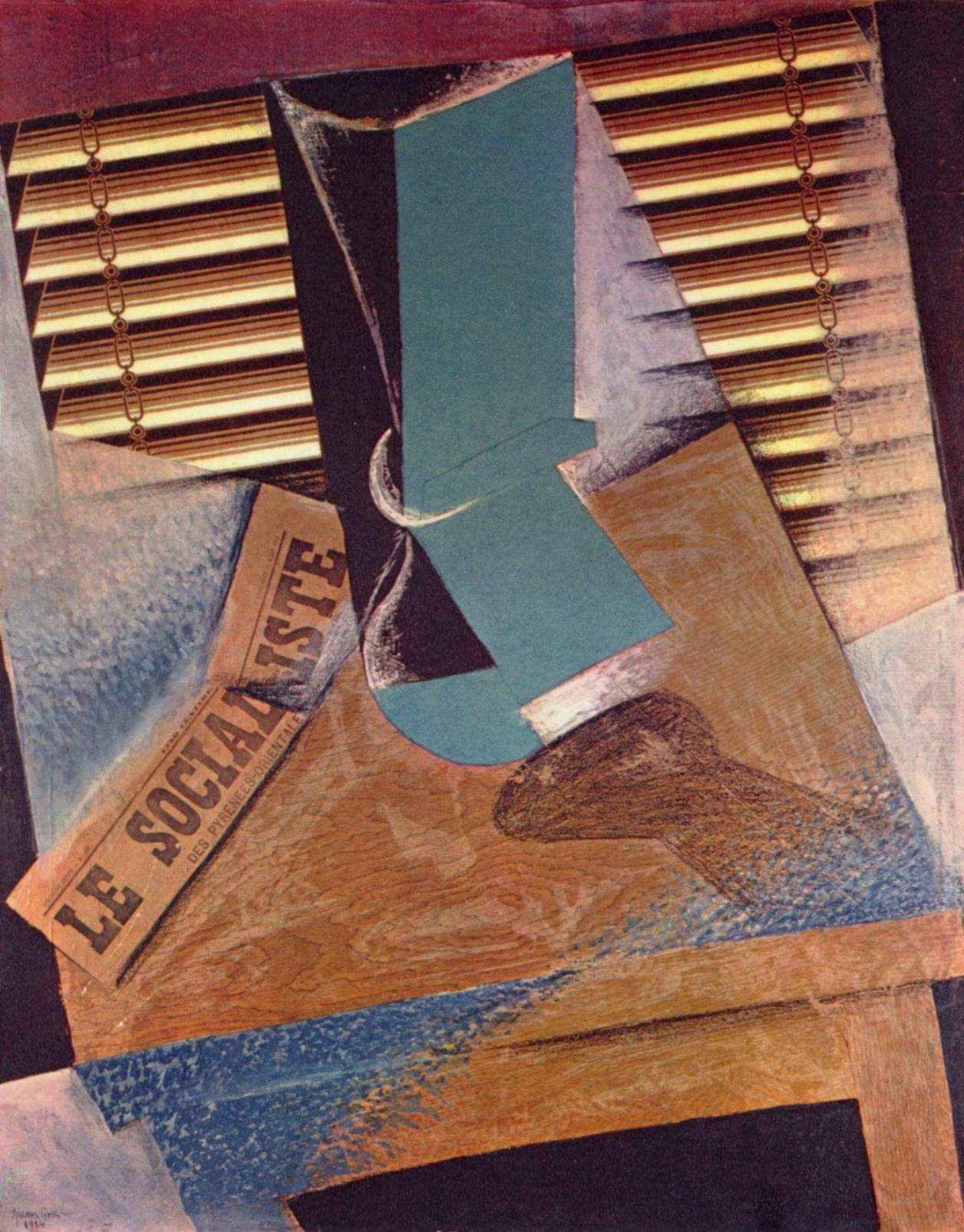
Жалюзи. Галерея Тейт Лондон, 1914 г.
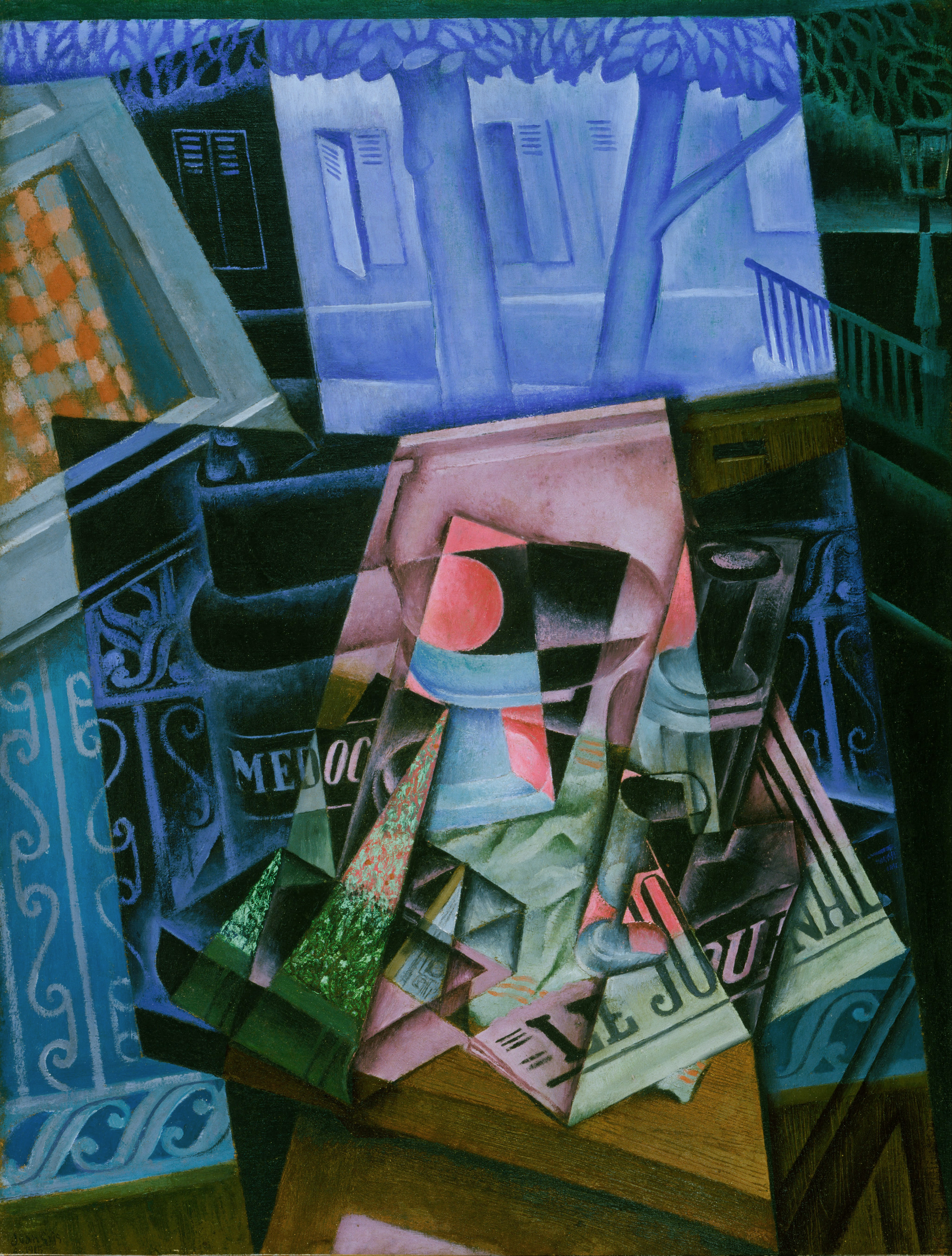
Натюрморт перед открытым окном.  Художественный музей Филадельфии. 1915 г.
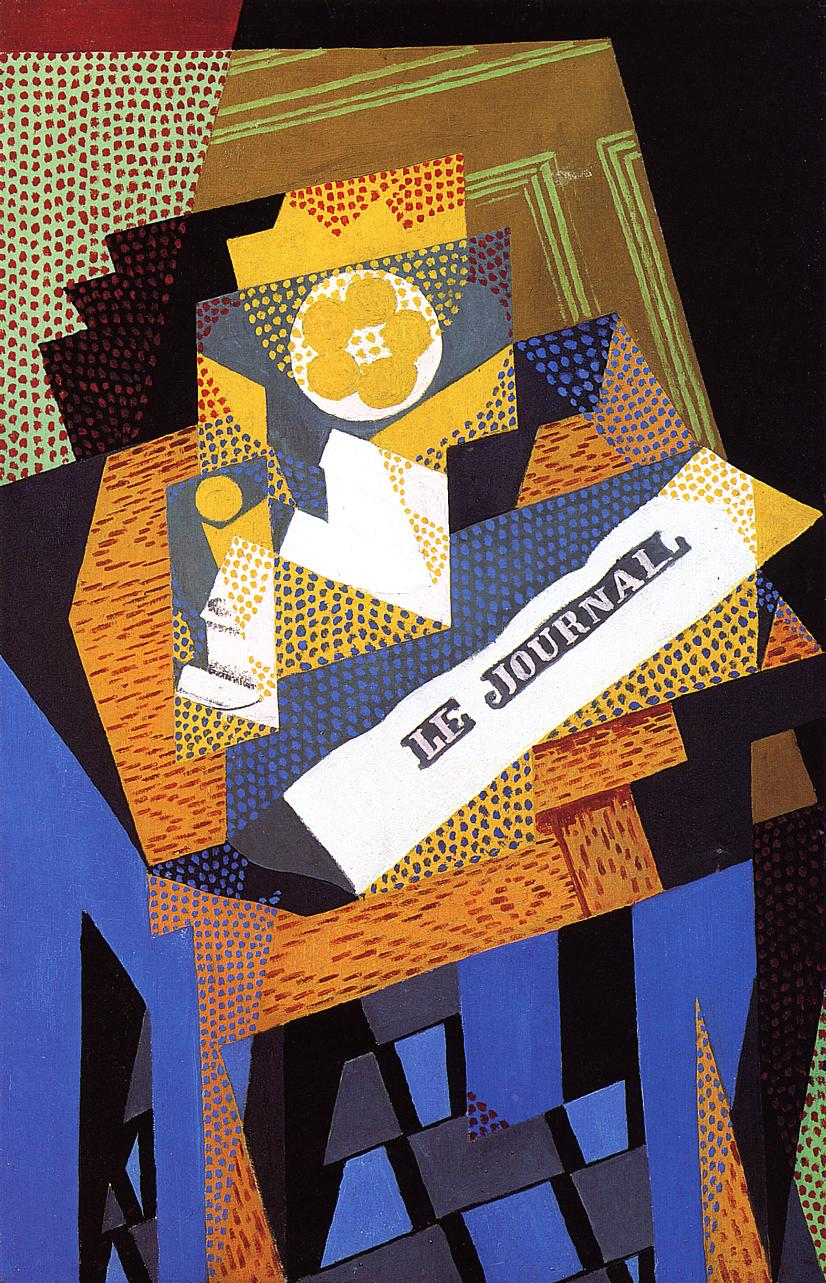
Газета и тарелка с фруктами. Художественная галерея Йельского университета. 1916 г.
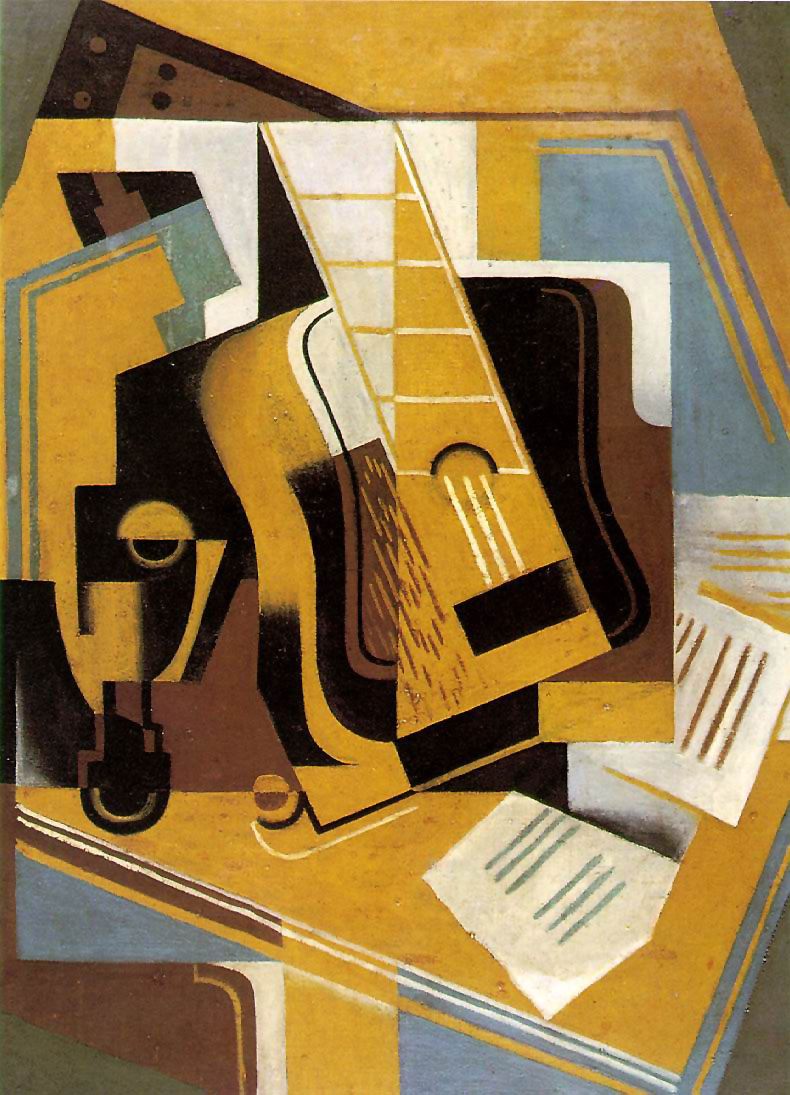
Гитара. Центр искусств королевы Софии. 1918 г.
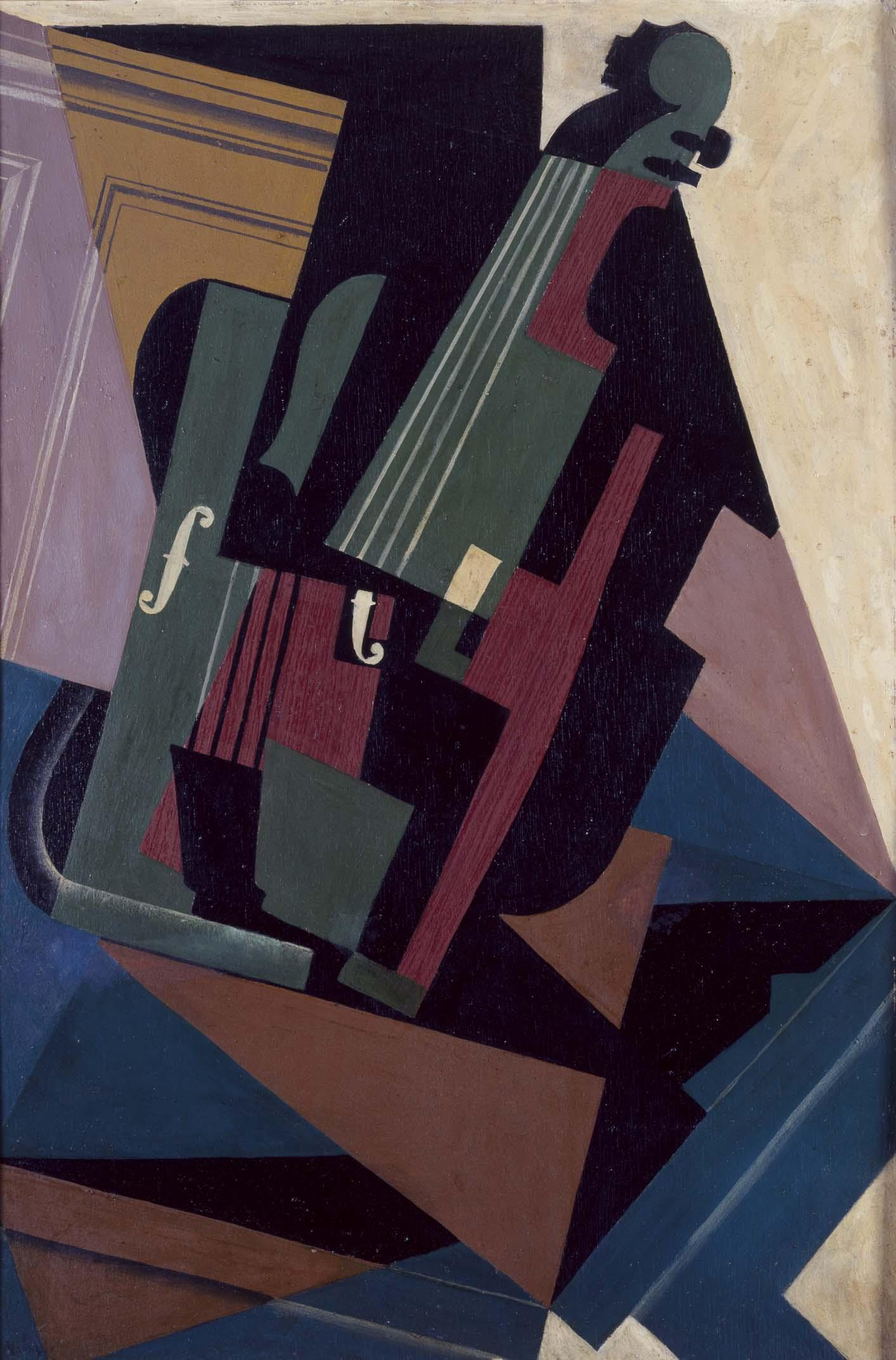
Скрипка. Центр искусств королевы Софии.  1916 г.
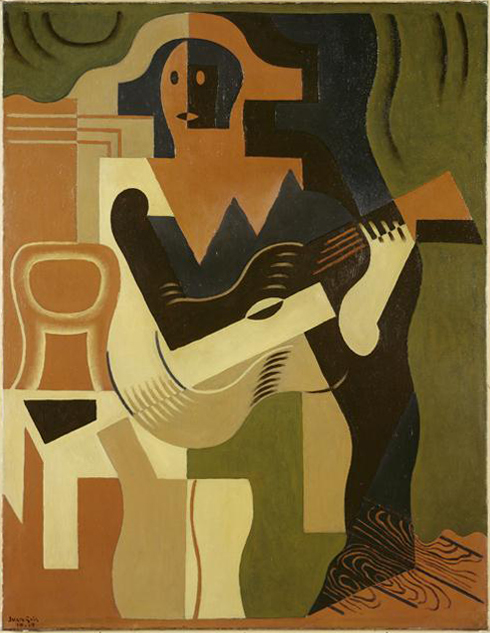
Арлекин с гитарой. Центр Жоржа Помпиду. 1919 г.
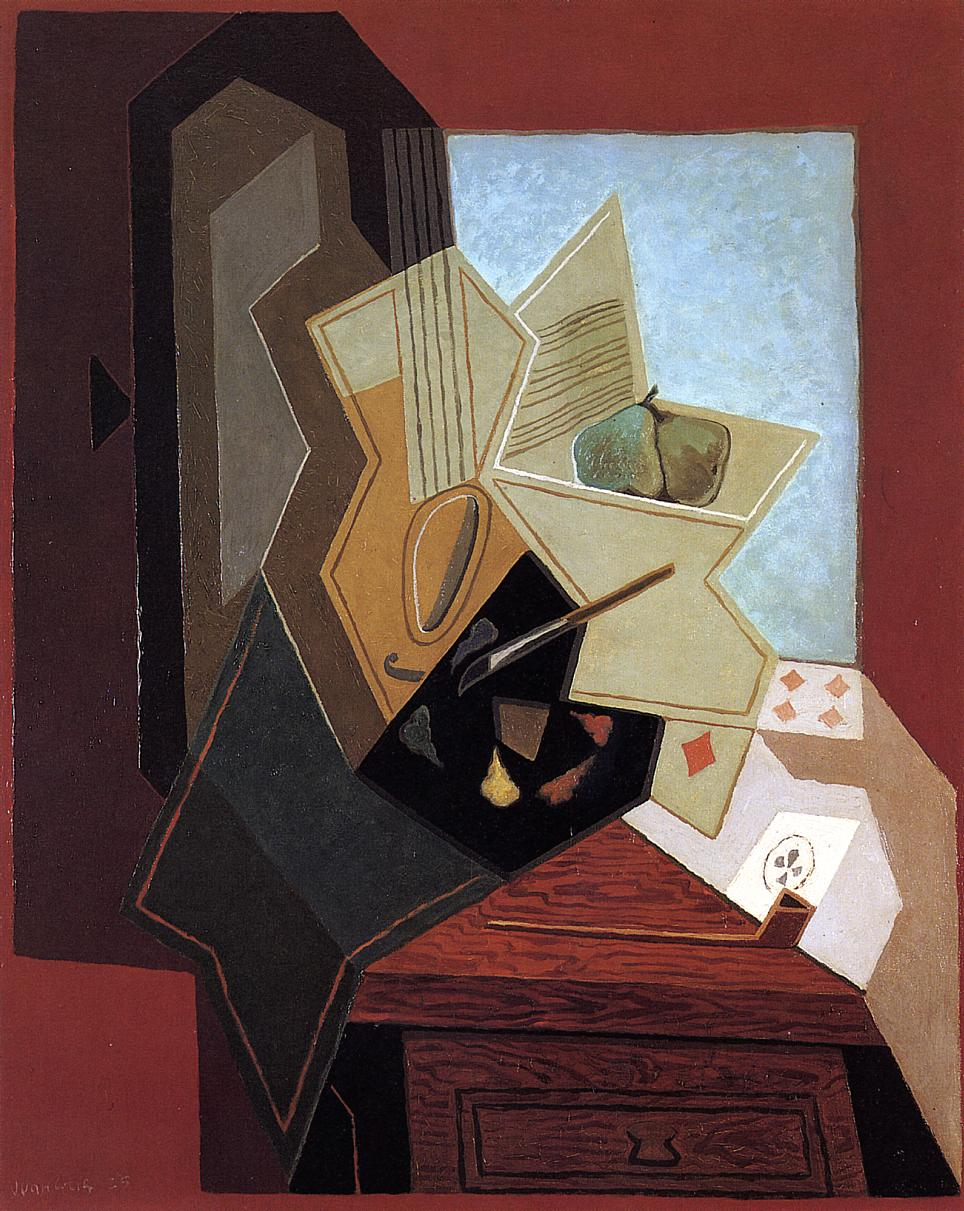
Окно в комнате художника. Балтиморский художественный музей. 1925 г.